# Amaralia
Amaralia es un género de peces siluriformes de agua dulce de la familia Aspredinidae, cuyos dos integrantes son denominados comúnmente guitarritas o peces banjo. Se encuentra en aguas tropicales y subtropicales del norte y centro de América del Sur.
El género icnofósil monoespecífico de igual nombre descrito por Kegel para su especie Amaralia paulistana fue posteriormente considerado un pseudoicnofósil; finalmente fue transferido al género Ridiculella.

## Taxonomía
Este género fue descrito originalmente en el año 1954 por el zoólogo estadounidense Henry Weed Fowler, para incluir en él a la especie Bunocephalus hypsiurus (hoy Amaralia hypsiura) descrita por el ictiólogo danés Rudolf Kner un siglo antes, en 1855, con localidad tipo: “Río Branco, Brasil”. La serie tipo de la especie (y del género), integrada por 2 ejemplares, tiene la etiqueta NMW 47626 y está depositada en el Naturhistorisches Museum, de Wien, en Austria. Tradicionalmente se lo consideró como su único representante, haciéndolo un género monotípico, estando este pez ampliamente distribuido en la cuenca del Amazonas.  
Décadas después, se publicaron ejemplares de este género capturados en la cuenca del Plata, siendo adjudicados al taxón específico amazónico, lo cual fue repetido en obras posteriores.
Sin embargo, un especialista en la familia Aspredinidae, John P. Friel, concluyó que los representantes del género de ambas cuencas pertenecen a taxones específicos distintos, uno (el amazónico) ya perfectamente descrito, mientras que el otro (el del Plata) aún permanecía innominado. Para este último taxón, el mismo científico en el año 2000 recomendó que sea denominado con un nombre de trabajo, por lo cual propuso el de Amaralia ‘oviraptor’, hasta tanto no sea descrito formalmente, de acuerdo con los artículos 8 y 9 de la tercera edición del Código Internacional de Nomenclatura Zoológica (ICZN).
Finalmente, en el año 2016 procedió a su descripción y publicación formal.
El género hermano de Amaralia es Bunocephalus.
Especies
Este género está dividido en 2 especies, las que se corresponden alopátricamente con las dos grandes cuencas que el género habita.
- Amaralia hypsiura (Kner, 1855)
- Amaralia oviraptor Friel & Carvalho, 2016[12]

Etimología
Etimológicamente el nombre genérico Amaralia es un epónimo que refiere al apellido de Dr. Afranio de Amaral rindiéndole honor.

## Distribución geográfica
Amaralia hypsiura
Endémico de la cuenca del Amazonas, con distribución estimada en Bolivia, Brasil, Colombia, Ecuador y el Perú. Localidades de captura: 
- Perú
- Río Branco (Roraima, Brasil);
- Río Negro
- Río Guaporé (Bolivia y Rondonia, Brasil);
- Río Tapajós (Brasil);
- Río Tocantins (Brasil).

Amaralia oviraptor.
Endémico de la cuenca del Plata, con distribución estimada en la Argentina, Bolivia, Brasil y el Paraguay. Localidades de captura:
- Río Cuiabá (cuenca del río Alto Paraguay en Mato Grosso y Mato Grosso del Sur, Brasil);[7]
- Río Bajo Paraguay entre Pilar (departamento de Ñeembucú, Paraguay) y Puerto Fotheringham (provincia de Formosa, Argentina);[13]
- Río San Javier (brazo derecho del río Paraná Medio, en Cayastá, provincia de Santa Fe, Argentina).[6]
- Río Paraná Inferior (en el cauce principal), frente a la ciudad de San Nicolás (provincia de Buenos Aires, Argentina). Fueron dos los ejemplares capturados.[14]
- Arroyo La Azotea (paraje Tapera de Chano), dentro del parque nacional Predelta (departamento Diamante, provincia de Entre Ríos Argentina).[15]

## Hábitos
A pesar de tener una geonemia extensa, los ejemplares de este género son raros en las colecciones de los museos. Posiblemente las escasísimas capturas están relacionadas con su pequeño tamaño, bajo número poblacional y especialmente a sus hábitos subrepticios, al vivir pasivamente en el cauce de los ríos, mayormente oculto, semienterrado en los fondos blandos.
Si bien los integrantes de la familia Aspredinidae suelen alimentarse de detritus e invertebrados (como insectos terrestres y larvas de insectos acuáticos) no es el caso de este género, el que parece tener una notable especialización en oofagia, según un estudio de J. Friel, en el cual examinó los contenidos estomacales de 23 especímenes (17 de A. hypsiura y 6 de Amaralia oviraptor), de los cuales 16 tenían los estómagos vacíos y en los 7 restantes se encontraron masas de huevos de apariencia similar a las de los loricáridos.

### Morfología
Se distingue de todos los demás géneros de Aspredinidae por los siguientes caracteres únicos:
- Presenta contacto entre el hueso frontal y el supraoccipital;
- Posee ornamentación nudosa del supracleithra;
- Muestra una aleta dorsal muy reducida, con sólo 2-3 rayos;
- Exhibe pedúnculo caudal profundo y comprimido lateralmente;
- Tiene los radios de la aleta caudal engrosados procurrentes en forma de "S";
- Su especialización trófica de predar huevos de otros peces.

Otros caracteres, si bien no son exclusivos de este género, son de ayuda para su correcta identificación: 
- Ornamentación cefálica bien desarrollada;
- 4 rayos branquiostegales;
- Espina pre-axial reducida o ausente;
- 9 rayos-aleta caudal.

Según los ictiólogos, el mayor ejemplar midió un largo total de 133 mm, o de 152 mm.
Diferencias entre ambas especies de Amaralia
Amaralia oviraptor se diferencia de Amaralia hypsiura no solo porque ambas especies poseen distribuciones alopátricas, sino también por características morfológicas: tiene 3 radios en la aleta dorsal (2 en A. hypsiura); las placas nucales media y posterior no exhiben contacto lateral entre sí (en A. hypsiura las placas nucales media y posterior contactan entre sí lateralmente) y por un proceso cleithrum más largo: 17,4 al 19,5 %, lo que significa un promedio de 18,2 % (en A. hypsiura es de 14,0 al 17,2 %, con un promedio de 15,5 %).